# خورخه دیوسا
خورخه دیوسا (انگلیسی: Jorge Devesa؛ زادهٔ ۱۸ ژوئن ۱۹۸۸) بازیکن فوتبال اهل اسپانیا است.